# Mercury Marquis (1967–1968)
Der Mercury Marquis der Baujahre 1967 und 1968 ist ein zweitüriges Coupé der zum Ford-Konzern gehörenden US-amerikanischen Automarke Mercury. Der Marquis war vom Mercury Park Lane abgeleitet und gehörte wie dieser zu den Full-Size-Cars. Er war 1967 und 1968 jeweils das Spitzenmodell im Mercury-Programm. In beiden Produktionsjahren entstanden zusammengenommen etwa 10.500 Autos.

## Entstehungsgeschichte
Die 1938 gegründete (und 2011 eingestellte) Marke Mercury war innerhalb des Ford-Konzerns traditionell zwischen der Kernmarke Ford und Lincoln positioniert. Nahezu alle Mercury-Modelle waren Abwandlungen zeitgenössischer Ford-Konstruktionen. Mercurys Autos waren höherwertig aufgemacht und hatten eine umfangreichere Ausstattung, manchmal waren sie auch länger als ihre Ford-Pendants. Im Segment der Full-Size-Autos bot Mercury in den 1960er-Jahren nebeneinander drei nominell eigenständige Modelle an, die im Wesentlichen baugleich waren, sich aber durch Ausstattungsdetails voneinander unterschieden: Das einfachste Full-Size-Modell war der Mercury Monterey, die mittlere Linie war der Montclair, und die Spitzenversion war der Park Lane. Alle drei Linien waren technisch identisch mit dem etwas kürzeren Ford Galaxie 500.
Zum Modelljahr 1967 führte Mercury den vom Park Lane abgeleiteten Marquis ein, der die Rolle des neuen Flaggschiffs übernahm. Stilistisch verband er Ford- und Lincoln-Elemente miteinander und war besonders hochwertig ausgestattet. Der Marquis war 1967 und 1968 nur als zweitüriges Coupé erhältlich. Ein viertüriges Modell mit vergleichbarer Ausstattung wurde 1967 als Mercury Park Lane Brougham verkauft.
Der 1967 eingeführte Marquis blieb in dieser Form nur zwei Jahre lang im Programm. Er wurde zum Ausgangspunkt einer gleichnamigen Modellfamilie, die Mercury bis 1986 in mehreren Auflagen und in verschiedenen Marktsegmenten verkaufte. Zum Modelljahr 1969 erschien zunächst die zweite Generation des Marquis, die in verschiedenen offenen und geschlossenen Versionen mit zwei und vier Türen erhältlich war. Damit verbunden war eine Neuordnung des Mercury-Programms: 1969 gab Mercury im Full-Size-Segment die Linien Montclair und Park Lane auf. Der Monterey blieb auch weiterhin die Basisversion. Die mittlere Linie hieß statt Montclair nun Monterey Custom, und an die Stelle des bisherigen Spitzenmodells Park Lane trat ab 1969 der Marquis.

## Modellbeschreibung

### Chassis und Fahrwerk
Der Mercury Marquis hat einen Kastenrahmen, der technisch dem des zeitgenössischen Ford Galaxie 500 entspricht, aber einen 5 cm (2 inches) längeren Radstand hat. Dieser längere Rahmen wurde gleichermaßen bei den übrigen Full-Size-Mercurys der Linien Monterey, Montclair und Park Lane verwendet. Vorn sind die Räder einzeln aufgehängt, Hinten hat das Auto eine Starrachse mit Schraubenfedern. An den Vorderrädern sind Scheibenbremsen mit Bremskraftverstärkern eingebaut, hinten kommen Trommelbremsen zum Einsatz.

### Karosserie

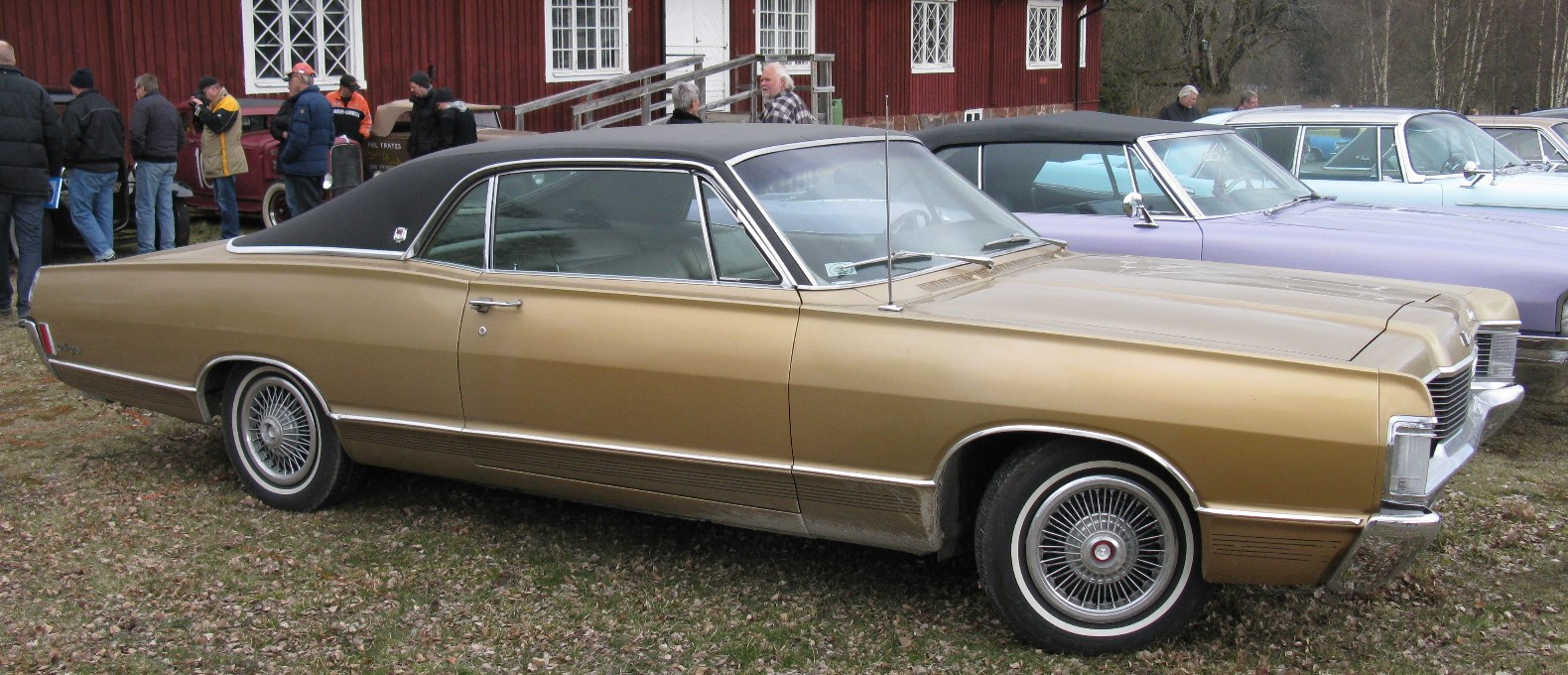
Mercury Marquis (1968)

Der Mercury Marquis ist ein zweitüriges Coupé mit einer stark geneigten C-Säule (sog. Semi-Fastback). Im Profil sind die C-Säule breiter und das hintere Seitenfenster kleiner als die der übrigen Mercury-Coupés. Die Form der C-Säule entspricht vielmehr der des Ford Galaxie 500 Coupé. Die Frontpartie des Marquis orientiert sich stilistisch am Design der zeitgenössischen Lincoln-Modelle. Sie hat wie der Lincoln Continental eine ausgeprägte Kühlermaske, auf jeder Seite zwei große Rundscheinwerfer und Blinker, die in die Wagenflanken hineinreichen.

### Antrieb und Kraftübertragung

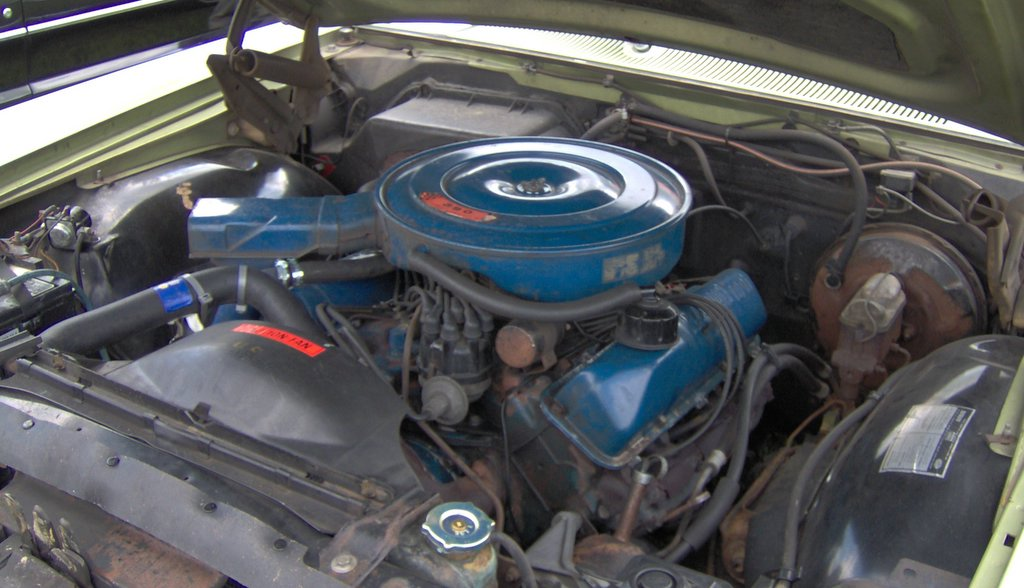
390-cui-Achtzylindermotor

Als Antrieb gab es ausschließlich große Achtzylinder-V-Motoren aus Fords FE-Reihe:
- Der 410 cui (6717 cm³) große, bei Mercury Marauder V8 genannte Achtzylindermotor mit einer Leistung von 330 SAE-PS (brutto) war im Modelljahr 1967 die Basismotorisierung. Im folgenden Modelljahr entfiel er.
- An seine Stelle trat im Modelljahr 1968 der Marauder Super 390 mit 390 cui (6390 cm³) Hubraum, der 315 SAE-PS leistete.
- Gegen Aufpreis erhältlich war in beiden Jahren der 428 cui (7013 cm³) große Super Marauder V8 mit einer Höchstleistung von 345 SAE-PS.

Als Kraftübertragung wurde in beiden Modelljahren serienmäßig eine Dreigangautomatik eingebaut; auf Wunsch und ohne Aufpreis war ein voll synchronisiertes handgeschaltetes Vierganggetriebe erhältlich.

### Ausstattung
Die Ausstattung des Marquis war hochwertiger als die des Park Lane. Sie umfasste ein serienmäßiges Vinyldach, das als Oxford Roof verkauft wurde, Holzimitate im Innenraum sowie gegen Aufpreis auch Lederbezüge für die Sitze. Ein besonderes Ausstattungsmerkmal war die sogenannte Twin Comfort Lounge Bench, eine im Verhältnis 50 zu 50 geteilte Sitzbank, die im Gegensatz zu den üblichen Sitzbänken auf Fahrer- und Beifahrerseite ansatzweise ausgeformte Sitzflächen hatte.

## Preise und Produktion
Im Einführungsjahr lag der Basispreis des Marquis bei 3.989 US-$. Er war damit der teuerste Mercury des Modelljahrs. Das Parallelmodell bei Ford, der Galaxie 500 Hardtop Coupé, kostete in diesem Jahr 2.755 $, das Lincoln Continental Hardtop Coupé 5.553 $. Im Modelljahr 1968 senkte Mercury den Listenpreis des Marquis auf 3.685 $; damit schrumpfte die Differenz zum Galaxie, der seinerseits geringfügig teurer geworden war, auf etwa 600 $.
1967 wurden 6510 Autos gefertigt, im Modelljahr 1968 entstanden 3965 Marquis.